# Blumenstraße 1 (Altensteig)

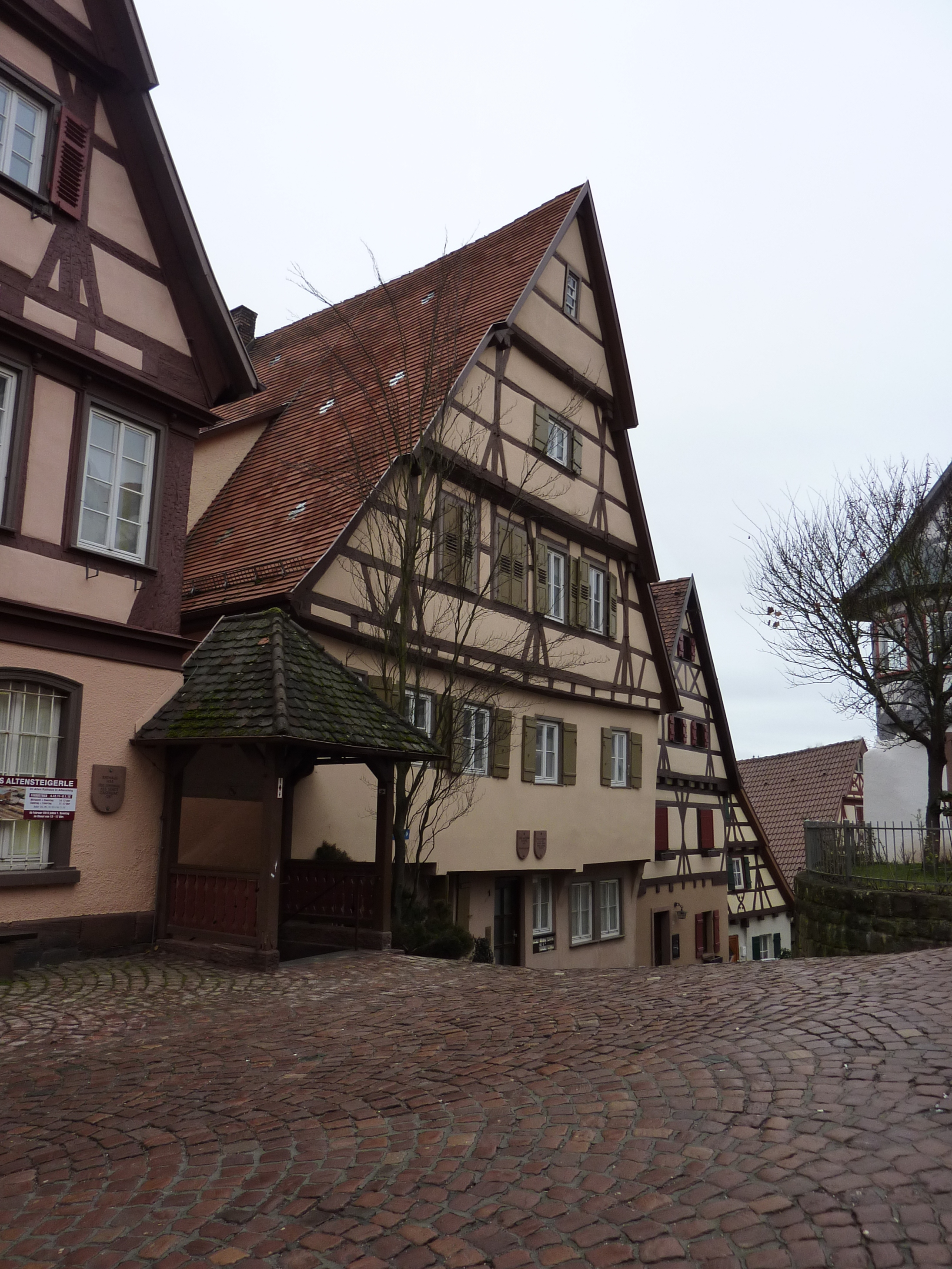
Gebäude Blumenstraße 1 in Altensteig

Das Gebäude Blumenstraße 1 in Altensteig, einer Stadt im Landkreis Calw in Baden-Württemberg, wurde 1483 durch eine  Pfründenstiftung von Wilhelm von Urbach erbaut.
Eine Haushälfte blieb bis 1835 in Privatbesitz, die andere Hälfte wurde als Kaplanei genutzt. Seit der Reformation wurde diese Hälfte 1556 Diakonat und 1664 Ratsschreiberei. 
Das giebelständige Gebäude in Hanglage, das zum Marktplatz hin zweigeschossig ist, besteht aus einem massiven Erdgeschoss. Es besitzt ein weit   vorkragendes, verputztes Fachwerkobergeschoss sowie einen dreigeschossigen Fachwerkgiebel mit Überblattungen und talseitig   über hohem Bruchsteinsockel drei Geschosse. Die unteren zwei sind verschindelt, das dritte und der Giebel verbrettert. Das steile Satteldach besitzt einen Krüppelwalm im Süden und eine Schleppgaube im Osten. 
Im Jahr 1759 fanden umfangreiche Renovierungen statt. Von 1782 bis 1822 war eine Mädchenschule (Obere Schule) in dem Gebäude untergebracht. 1823 kaufte der Mohrenwirt Jakob Friedrich Rothfuß diese Haushälfte und erwarb 1835 auch die andere Haushälfte. Von 1850 bis 1904 bestand in dem Gebäude das Gasthaus Zur Blume. Im Jahr 1920 kaufte die Stadt das Haus und baute es um.
Die ehemalige Kaplanei ist eines der ältesten erhaltenen Gebäude Altensteigs. Es ist ein charakteristisches  Beispiel der die Altensteiger Oberstadt prägenden spätmittelalterlichen Bürger- und Handwerkerhäuser.